# Neurosistemica
La Neurosistemica è un approccio transdisciplinare per riformulare i processi di apprendimento, organizzazione e sviluppo delle risorse umane.
Questa disciplina si basa sui cicli di crescita, apprendimento ed autoregolazione dei sistemi: individuo, gruppo, organizzazione, società. Consente di scoprire i meccanismi che determinano, in questi sistemi, dissonanza o sintonia tra i diversi livelli di vita: azioni-risultati, energie-competenze, sensazioni-emozioni, valori-convinzioni. La Neurosistemica utilizza inoltre l’apporto innovativo delle ricerche svolte nel campo delle Neuroscienze riguardanti la regolazione del sistema nervoso e dei meccanismi che determinano l’apprendimento, il benessere, il modo di accedere e di indirizzare le proprie energie, emozioni, capacità cognitive. Questo approccio restituisce: al top management la responsabilità della sincronizzazione tra i diversi livelli di vita dell’azienda, ai team-leader quella dei gruppi, agli individui quella personale.
Inoltre la Neurosistemica permette di agire in sintonia con i meccanismi di autoregolazione e sviluppo di un sistema, facilitandone il processo di apprendimento; recuperare energie dissipate riorientandole verso scopi condivisi; sviluppare intelligenza diffusa, ovvero il modello di funzionamento caratteristico del sistema neuronale umano; proprietà che, coltivata anche a livello di team o impresa, conferisce un notevole e duraturo vantaggio competitivo.

## Storia
Agli inizi degli anni ʼ90 un team di ricerca interdisciplinare e internazionale, composto da consulenti e responsabili aziendali, ha sviluppato questa metodologia per costruire organizzazioni nelle quali lavorare possa essere anche un piacere. Questo gruppo di ricerca ha poi dato origine a IEN (Istituto Europeo Neurosistemica) che è diventato il centro di riferimento in Europa per lo sviluppo, lʼapplicazione e la diffusione dellʼapproccio neurosistemico. 

## Principali caratteristiche
Questa metodologia di ricerca e intervento, agendo contemporaneamente ai diversi livelli dei “sistemi” (uomo, gruppo e organizzazione), consente di renderne disponibili energie inespresse sincronizzandone le interazioni; i suoi processi applicativi si caratterizzano per:
- rigore nell’analisi di ogni singolo caso, nel posizionamento dei problemi al giusto livello;
- innovazione nell’applicazione dei risultati delle ricerche nel campo delle neuro-scienze;
- rispetto per l’ecologia del sistema, per l’integrità dell’individuo, dei gruppi e delle organizzazioni;
- pragmaticità concretizzandosi in strumenti di lettura e di azione facilmente applicabili.

## Teorie di riferimento
La Neurosistemica può essere considerata come un tentativo di integrazione delle neuroscienze e della sistemica.

### Neuroscienze
I principali elementi che sono stati acquisiti da questo approccio traendoli dalle neuroscienze sono:
- Evoluzione, funzioni, modalità di lavoro del cervello;
- Modello neurobiologico per spiegare il funzionamento della mente;
- Rapporti cervello-mente, mente-prestazioni, corpo-mente;
- Caratteristiche e funzioni di ormoni e neurotrasmettitori;
- Differenti stati di coscienza;
- Distribuzione e stoccaggio dell’informazione e delle decisioni.

### Sistemica
I principali elementi che sono stati acquisiti da questo approccio traendoli dalla sistemica sono:
- Mantenimento di equilibri dinamici con l’ambiente;
- Parti antagoniste e interdipendenti;
- Equifinalità e casualità circolare;
- Tendenza alla differenziazione e specializzazione delle parti;
- Autoregolazione dei processi interni;
- Integrazione delle differenze.

Dall'integrazione di queste due discipline nasce quindi la neurosistemica, caratterizzata dall'applicazione dei modelli delle Neuroscienze ai processi di nascita, sviluppo, equilibrio e decadimento dei sistemi.